# Armée de terre bulgare

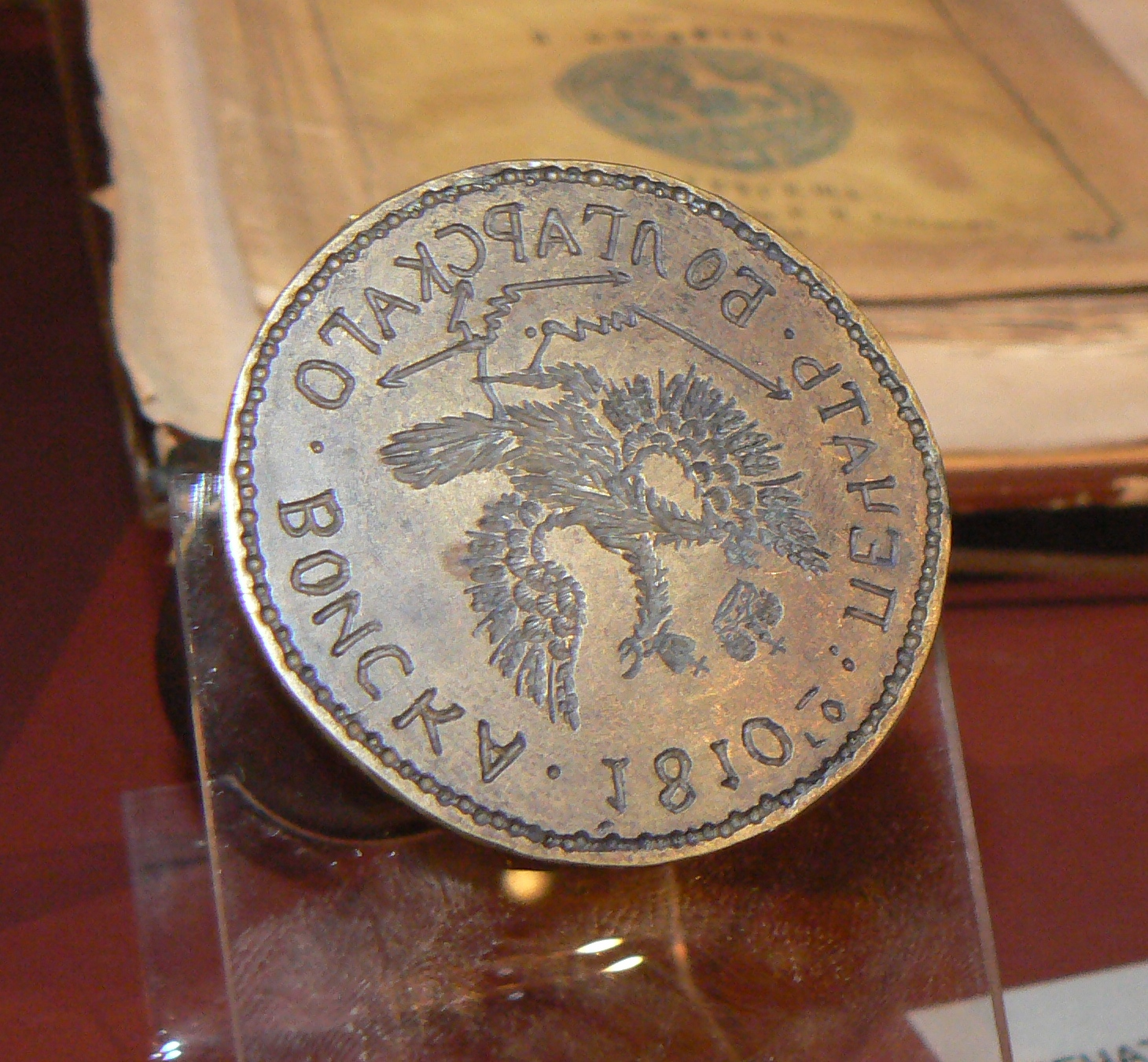
Le sceau de l'armée de terre bulgare est conservé au Musée national d'histoire (Bulgarie).

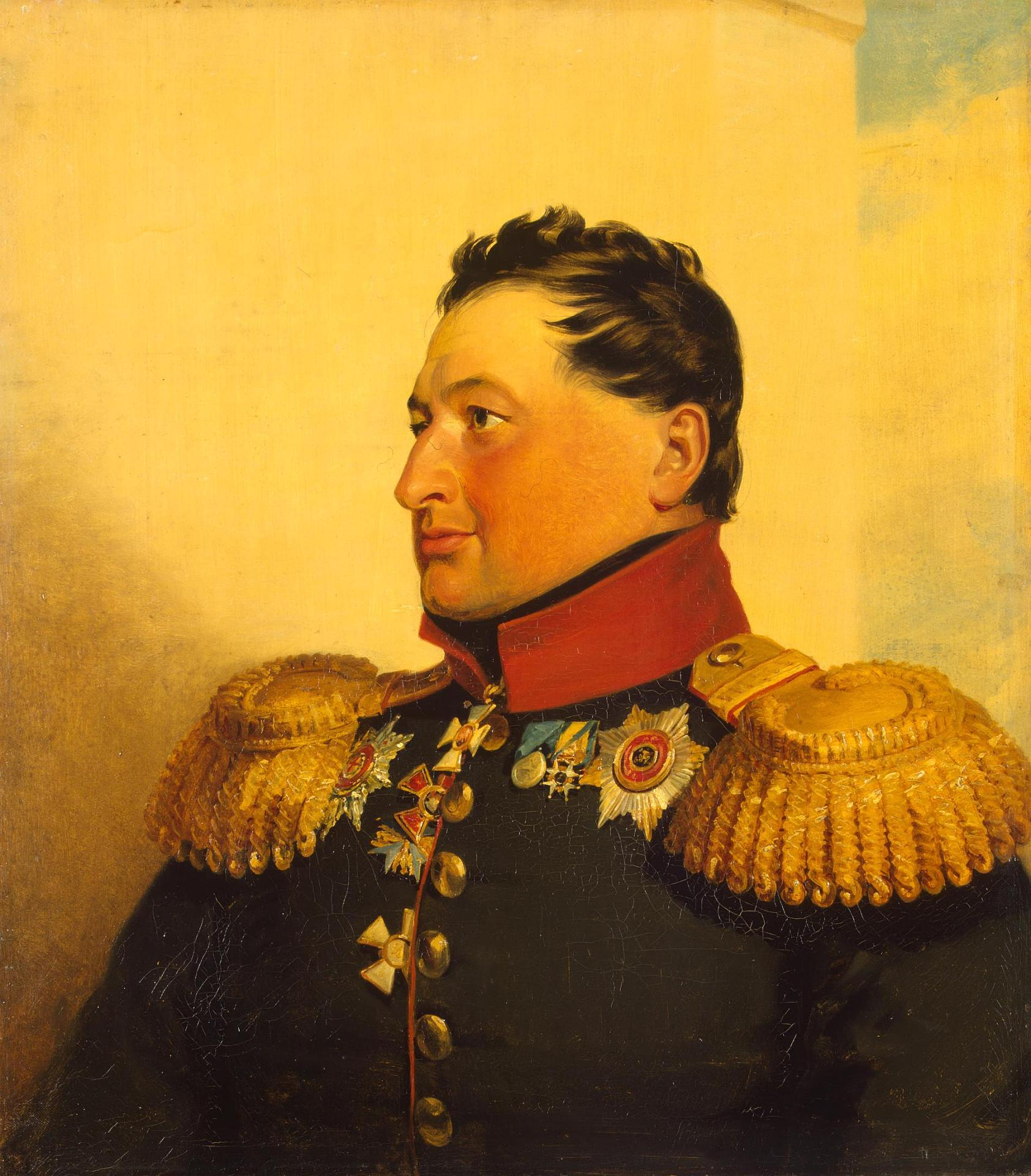
Pavel Turchaninov, Galerie militaire du Palais d'Hiver.

L'armée de terre bulgare est le nom de la première formation militaire bulgare des temps modernes. L'armée a été créée en 1810 à la suite de l'insistance de Sophrone de Vratsa auprès du général Mikhaïl Koutouzov à Bucarest, qui a accédé à la demande et a ordonné la création d'une formation de combat bulgare unifiée de 6 bataillons avec son propre drapeau et son sceau. Il comprend des Bulgares de Valachie, de Moldavie et de Nouvelle-Russie.
L'armée bulgare faisait théoriquement partie de l'armée impériale russe et était formée principalement de volontaires bulgares résidant en Valachie pendant la guerre russo-turque de 1806-1812. Le nombre total de l'armée de terre bulgare était de 3 000. Après le début de la Campagne de Russie, l'armée de terre bulgare a été réduite à 400 guerres et a participé en tant qu'unité de combat indépendante à la Bataille de la Moskova et Bataille de Leipzig (1813), puis dans la Bataille de Paris (1814), passant sous l'Arc de triomphe de l'Étoile et sans la Bulgarie sur la carte politique.
La création de l'armée de terre bulgare est aussi le fruit des dépositions ottomanes de 1807-1808 et marque la fin d'Éveil bulgare. L'armée de terre bulgare est sous le commandement du général Pavel Turchaninov, ancien adjudant aux missions spéciales d'Alexandre Souvorov.
Au cours de la Guerre russo-turque de 1828-1829, une unité militaire bulgare fut à nouveau formée dans le cadre de l'armée impériale russe, qui fut nommée Détachement de volontaires bulgares et était sous le commandement du général Ivan Liprandi. Georgi Mamarchev, oncle de Georgi Sava Rakovski, a participé aux deux formations militaires bulgares, dont le nom personnel a été pris par l'idéologue de la révolution nationale bulgare — celui de Georges de Lydda,.